# 宇宙大戰爭
宇宙大戰爭（うちゅうだいせんそう）1959年上映的日本一部科幻電影，是電影「地球防衛軍」的姊妹篇。

## 劇情概要
1965年，宇宙中出現了來源不明的飛碟，並破壞了宇宙空港JSS3號基地，之後發生火車的鐵橋突然離奇懸空消失導致火車翻覆的意外。於是在聯合國大會時，各國的科學家們一致決定派出宇宙特遣隊前往月球查明原因，因此得知地球即將再度受到外星人的攻擊，而這次的敵手是那塔耳人，地球人用盡方法及科學武器猛攻外星人，改造了超音速戰鬥火箭並組成了部隊與外星人在宇宙打了一場宇宙大戰爭，而那塔耳人又派出巨大飛碟發射冷線讓東京的建築變成無重力的狀態並飄散整個天空，那塔耳人的攻擊同時遍及世界各地，導致各地傷亡慘重，在地球人和那塔耳人一次又一次的浴血交戰之下，再度為地球化解危機。

## 演員
- 池部良：勝宮一郎
- 安西鄉子：白石江津子
- 土屋嘉男：岩村幸一
- 伊藤久哉：小暮技師
- 野村浩三：火箭隊隊長
- 千田是也：安達博士
- 高田稔：防衛司令官
- 桐野洋雄：岡田隊員
- 村上冬樹：有明警部
- 喬治懷：艾哈麥德教授
- 哈樂德.康韋：伊梅爾曼博士

## 製作人員
- 監製：田中友幸
- 導演：本多豬四郎
- 特技導演：圓谷英二
- 原作：丘美丈二郎
- 編劇：關澤新一
- 音樂：伊福部昭
- 攝影：小泉一